# Кавос, Цезарь Альбертович
Цезарь Альбертович Кавос (7 [19] ноября 1824, Санкт-Петербург — 14 [26] июля 1883, Петергоф, Санкт-Петербургская губерния) — русский архитектор, академик архитектуры Императорской Академии художеств. Автор множества зданий в Санкт-Петербурге и в пригородах, учредитель Петербургского общества архитекторов.

## Биография
Старший сын строителя Мариинского театра, Альберта Катариновича Кавоса от его первого брака с Алоизой Каролиной Каробио родился в Санкт-Петербурге 7 (19) ноября 1824 года.
В 1835 году начал учиться в Петришуле вместе с младшим братом Константином. В 1840 году поступил вольным слушателем в Императорскую Академию художеств и через пять лет, 13 ноября 1845 года, окончил её с присуждением звания неклассного художника.
Впоследствии Цезарь Кавос долгие годы служил вместе с отцом: в Почтовом ведомстве (1847—1868), Пажеском корпусе (1849—1881), Общества воспитания благородных девиц (1851—1870). В 1855 году получил звание «назначенного» в академики. В 1857 году за произведённые по собственным проектам постройки в течение девятилетней службы при Пажеском корпусе и при Почтовом ведомстве Кавос был возведён в звание академика архитектуры без исполнения особой программы.
Цезарь Альбертович Кавос состоял архитектором по канцелярии Санкт-Петербургского Совета детских приютов. Помимо исполнения служебных обязанностей он построил по собственному проекту бумагопрядильную фабрику для наследников Голенищева в Петербурге и, по конкурсу (в 1865—1870), здание детской больницы имени принца П. Г. Ольденбургского, близ Греческой церкви с применением последних научных достижений и требований к удобству и изяществу помещений. Его статьи печатались в «Неделе строителя»; кроме того Кавос состоял гласным Санкт-Петербургской городской думы и директором различных акционерных обществ. Председатель комиссии по постройке и автор проекта фонарей на мосту Императора Александра II.
Кавос был одним из основателей Санкт-Петербургского речного яхт-клуба.

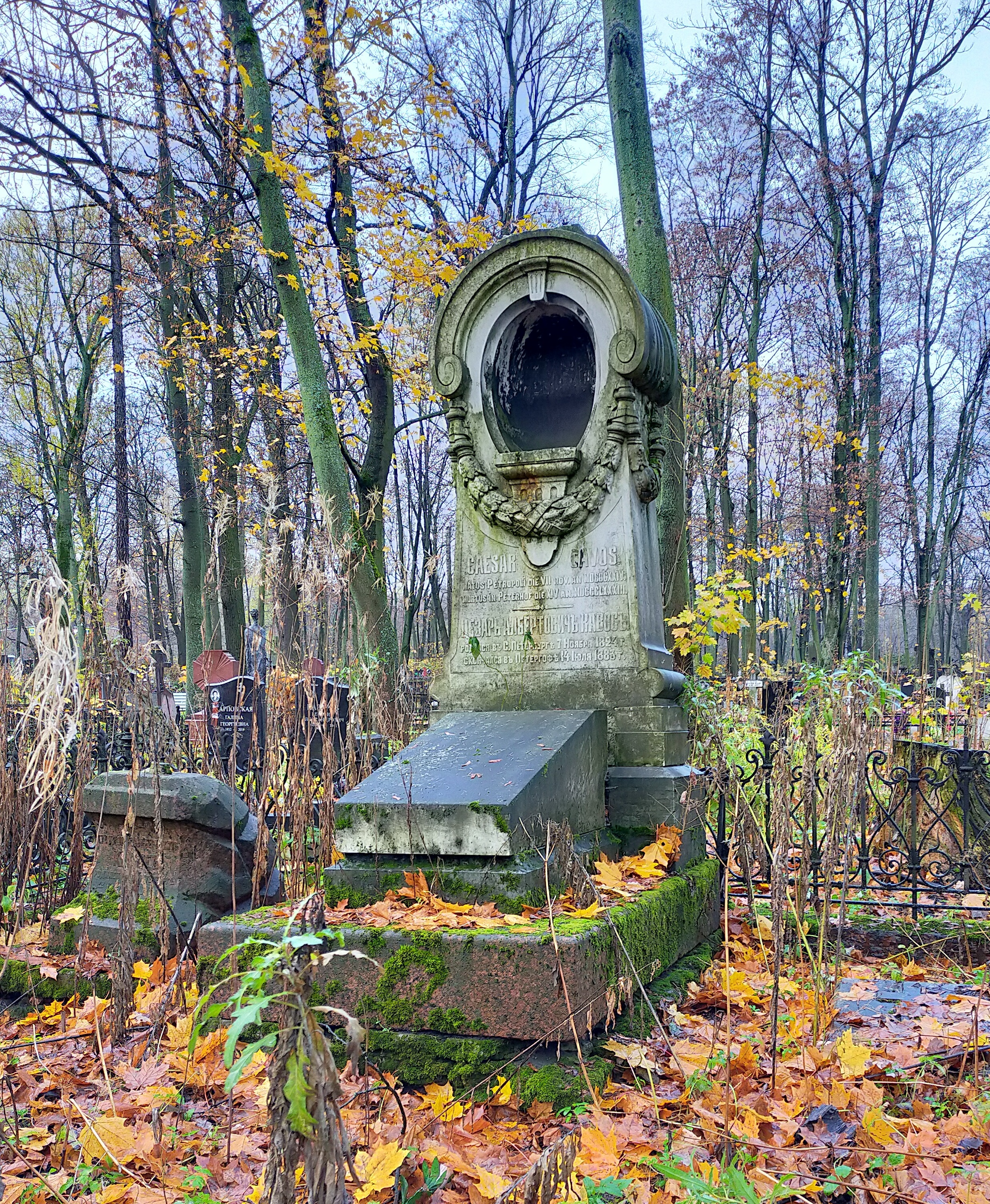
Памятник на могиле Цезаря Кавоса,
Волковское лютеранское кладбище

В предисловии к русскому изданию книги Боба Бонда «Справочник яхтсмена» (Л.: Судостроение, 1989. — С. 8.) К. Г. Бойков и Д. А. Курбатов указали:
Весной 1858 г. петербуржец Ц. А. Кавос приобрёл 17-футовую парусную шлюпку «Забава» и со своими приятелями регулярно совершал плавания по Неве. На берегу Чёрной речки яхтсмены арендовали дачу и место для стоянки и организовали кружок под названием «Мастер на все руки». Через год его переименовали в Невский яхт-клуб, утвердили флаг и выработали устав клуба, который предусматривал членство независимо от сословий.
Скончался в Петергофе 14 (26) июля 1883 года, отпевание состоялось в церкви Святой Екатерины. Похоронен в Петербурге на Волковском лютеранском кладбище, рядом с отцом (IX уч.).
Основную часть его немалого капитала унаследовал усыновлённый им Евгений Цезаревич Кавос.

## Проекты и постройки
- Здание детской больницы принца П. Г. Ольденбургского. Лиговский проспект, 8 / Греческий проспект, 2 / 2-я Советская улица, 2 / 4-я Советская улица, 1 (1867—1869);
- Здание Почтового ведомства (перестройка, совместно с Н. А. Любимовым). Почтамтская улица, 7 / Почтамтский переулок, 4 (1870-е);
- Производственное здание бумагопрядильной фабрики наследников Голенищева. Набережная Обводного канала, 136 (1863);
- Особняк Ц. А. Кавоса. Кирочная улица, 18 (1864—1867);
- Особняк С. П. Горсткина (изменение фасада). Английская набережная, 22 / Замятин переулок, 1 (1869; перестроен);
- Собственный доходный дом (перестройка). Столярный переулок, 6 (1871; частично перестроен);
- Доходный дом (надстройка). Садовая улица, 73 (1853);
- Доходный дом (надстройка и расширение). Спасский переулок, 10 (1858);
- Доходный дом. Апраксин переулок, 13 (1858—1859; утрачен, на его месте здание спортивного комплекса);
- Доходный дом. 2-я Красноармейская улица, 5 (1859, 1863; надстроен);
- Церковь Троицы Живоначальной на городском Русском кладбище. Кронштадт (1862—1865)[9].